# Brownsville (Luisiana)
Brownsville es un lugar designado por el censo ubicado en la parroquia de Ouachita en el estado estadounidense de Luisiana. En el Censo de 2010 tenía una población de 4317 habitantes y una densidad poblacional de 477,05 personas por km².

## Geografía
Brownsville se encuentra ubicado en las coordenadas 32°29′18″N 92°9′43″O / 32.48833, -92.16194. Según la Oficina del Censo de los Estados Unidos, Brownsville tiene una superficie total de 9.05 km², de la cual 9.05 km² corresponden a tierra firme y (0%) 0 km² es agua.

## Demografía
Según el censo de 2010, había 4317 personas residiendo en Brownsville. La densidad de población era de 477,05 hab./km². De los 4317 habitantes, Brownsville estaba compuesto por el 69.54% blancos, el 25.32% eran afroamericanos, el 0.42% eran amerindios, el 0.21% eran asiáticos, el 0.19% eran isleños del Pacífico, el 2.62% eran de otras razas y el 1.71% pertenecían a dos o más razas. Del total de la población el 4.68% eran hispanos o latinos de cualquier raza.